# Anatol Waliczenka
Anatol Waliczenka (ur. 27 maja 1934 w Kownie, zm. 7 lutego 2021 w Gdańsku) – polski dyrygent, chórmistrz, pedagog, kolekcjoner.

## Życiorys
Pochodził z rosyjsko-litewskiej rodziny, dziadek i ojciec byli prawnikami. Ojciec, Piotr Waliczenka, został aresztowany przez sowietów w czasie II wojny światowej i zginął w gułagu.
Anatol Waliczenka był związany z muzyką cerkiewną, prowadził chóry m.in. we Francji, Włoszech i Australii. Wykształcenie muzyczne otrzymał w Konserwatorium Wileńskim, w którym później wykładał. Uczył także w wileńskich szkołach muzycznych. Do Polski przeniósł się po ślubie z Marią Korzeniowską i od 1969 roku mieszkał w Gdańsku. Za wieloletnią posługę dla dobra Cerkwi Sobór Biskupów PAKP nagrodził Anatola Waliczenkę w 2013 Orderem św. Marii Magdaleny II stopnia. Związany był też z Wojskową Parafią św. Jerzego w Gdańsku, której psalmistą był przez osiemnaście lat. Na wniosek Prawosławnego Ordynariatu Wojska Polskiego został nagrodzony Srebrnym Medalem „Za Zasługi Dla Obronności Kraju”. Kolekcjoner archiwalnych nagrań, płyt i patefonów. Żył w wielu kulturach jednocześnie i łączył sobą wiele kultur; litewską, polską i rosyjską, mówił też po włosku, francusku, angielsku i niemiecku.